# باقر عاقلی
باقر عاقلی (۱۰ فروردین ۱۳۰۸ خورشیدی در قزوین - پنج‌شنبه ۲۲ فروردین ۱۳۹۲ در تهران)، نویسنده، روزنامه‌نگار، پژوهشگر و مورخ ایرانی است. او دارای مدرک دکترای علوم سیاسی از دانشگاه تهران و دکترای تاریخ از دانشگاه میشیگان در ایالات متحده آمریکا است و تألیف صدها مقاله و تألیف ۲۵ جلد کتاب در حوزه‌های تاریخی و سیاسی را در کارنامهٔ خود دارد. محمدابراهیم باستانی پاریزی که خود از بزرگ‌ترین مورخان ایرانی محسوب می‌شود، عاقلی را آگاهترین و مطلعترین مورخ معاصر در زمینهٔ شناخت رجال ایران در عصر قاجار و پهلوی دانسته‌است. باقر عاقلی نویسنده و تاریخ‌نگار تاریخ معاصر ایران پنجشنبه (۲۲ فروردین‌ماه ۱۳۹۲) بر اثر ایست تنفسی و قلبی درگذشت و پیکرش جمعه (۲۳ فروردین‌ماه) در قطعه نامداران بهشت زهرا به خاک سپرده شد.

## سالهای نخست زندگی و سوابق تحصیلی
باقر عاقلی در دهم فروردین ماه سال ۱۳۰۸ در قزوین متولد شد. پدرش حجت‌الاسلام حاج شیخ محمد فقیه، از روحانیون و مجتهدین برجستهٔ قزوین و اصالتا اهل روستای خیارج بود که اداره مدرسه علمیه التفاتیه این شهر را بر عهده داشت. باقر عاقلی تحصیلات دوران ابتدایی و متوسطه خود را در زادگاهش، قزوین گذراند و بعد از اخذ مدرک ابتدایی، برای ادامه تحصیل و اخذ گواهی ششم متوسطه به تهران آمد و وارد مدرسه دارالفنون شد و در سال ۱۳۲۷ موفق به اخذ دیپلم ادبی از این مدرسه گردید. از جمله مربیان و معلمان سرشناس باقر عاقلی در دارالفنون محمدجواد تربتی بود، که مدیر روزنامه پر به‌شمار می‌آمد و همچنین امیر پرویز هم که تحصیلکرده فرانسه بود و در دارالفنون تاریخ تدریس می‌کرد، از جمله کسانی بود که بر عاقلی و علاقه او به تاریخ ایران، تأثیر بسیار نهاد. از هم دوره‌ای‌ها یا همشاگردی‌های باقر عاقلی در مدرسه دارالفنون، ناصر کاتوزیان بود که هم اینک از حقوقدانان برجسته ایران به‌شمار می‌رود. عاقلی پس از أخذ دیپلم، در رشته‌های حقوق و علوم سیاسی و ادبیات دانشگاه تهران پذیرفته شد که تحصیل در رشته حقوق و علوم سیاسی را برگزید و پس از تحصیل در این رشته‌ها، در سال ۱۳۳۰ خورشیدی از دانشکده حقوق دانشگاه تهران، موفق به اخذ مدرک لیسانس علوم سیاسی و در سال ۱۳۳۱ موفق به اخذ مدرک لیسانس حقوق قضایی از همین دانشگاه گردید. از جمله استادانش در دوره لیسانس دکتر عمید، آیت‌الله سنگلجی، آیت‌الله شهابی، دکتر نصیری بودند و همچنین دکتر متین دفتری که عاقلی بعدها کتابی هم در مورد او نوشت، دیگر استاد برجستهٔ وی در دورهٔ لیسانس محسوب می‌شد.
عاقلی پس از اخذ لیسانس برای ادامه تحصیل وارد مدرسهٔ علوم اداری شد و در سال ۱۳۳۴، به اخذ مدرک فوق لیسانس علوم اداری از مدرسه علوم اداری، نائل گردید. عاقلی سپس به تحصیلات خویش در مقطع دکتری ادامه داد و در سال ۱۳۳۸ در دانشکده حقوق دانشگاه تهران از رساله دکترای خود دفاع کرد و متعاقب آن در همان سال موفق به اخذ مدرک دکترای علوم سیاسی از دانشگاه تهران گردید. دکترعاقلی از سال ۱۳۴۰ به بعد، چند سالی در مدرسهٔ عالی بازرگانی، حقوق اداری و تبلیغات بازرگانی تدریس کرد.
وی همچنین سال‌ها بعد کوشید تا مدرک دکترایی دیگر، از دانشگاه میشیگان در ایالات متحده آمریکا دریافت کند. بدین منظور، او با ترجمه ۵ کتاب از کتابهای خودش به زبان انگلیسی و ارائه آن‌ها به دانشگاه مذکور، در این راستا اقدام نمود و این کتابها در واقع به عنوان رساله دکترای وی پذیرفته شدند و مسؤولان دانشگاه میشیگان، وی را به عنوان مورخ ارزیابی کردند. بدین ترتیب وی موفق به اخذ مدرک دکترای تاریخ از دانشگاه میشیگان در سال ۱۳۸۰ گردید.
عاقلی علاوه بر تحصیلات جدید دانشگاهی، در تحصیل علوم قدیمه نیز فعال بود. از جمله وی نزد پدرش که اداره مدرسه علمیه التفاتیه قزوین را به عهده داشت، درس شرایع و صرف و نحو را گذراند. وی همچنین در زمان تحصیل در رشته قضایی، در کلاسهای درس آیت‌الله باریک‌بین هم حضور پیدا می‌کرد و مسائل حقوقی مربوط به فقه اسلامی را از این روحانی می‌آموخت.

## سوابق اداری
عاقلی در کنار تحصیل و پژوهش در مشاغل و سمتهای مختلفی نیز انجام وظیفه نموده‌است. از جمله وی از سال ۱۳۳۳ تا سال ۱۳۳۷ به موازات تحصیل خویش، به عنوان کارمند اداره حقوقی بانک ملی در دوره آموزشی مدرسه علوم اداری شرکت کرد و این دوره آموزشی را با موفقیت به پایان رسانید. وی در سال ۱۳۴۰ مأمور به خدمت در بانک جدید التأسیس رفاه کارگران شد و در این بانک با عنوان متصدی امور اداری مشغول به کار گردید. عاقلی در همین سمت، اقدام به تأسیس و تشکیل بانک رفاه کارگران در اصفهان نمود و همزمان مدتی هم مدیریت کارخانه ریسندگی و بافندگی ریسباف را بر عهده داشت. در اواسط دهه ۱۳۴۰ به بعد، وی عضو هیئت مدیره شرکت واحد اتوبوسرانی گردید و در سال ۱۳۴۹ به عنوان مدیرعامل این شرکت انتخاب گردید.
خود وی در کتاب مشهورش، «روزشمار تاریخ ایران»، در ارتباط با این انتصاب ذیل وقایع روز سوم تیرماه سال ۱۳۴۹ می‌نویسد:
بدنبال استعفای سرهنگ علی اصغر شیرزاد از مدیرعاملی شرکت واحد اتوبوسرانی، دکتر باقر عاقلی سرپرست شرکت شد.
از جمله اقدامات رفاهی که در دوره مدیریت او در این شرکت صورت پذیرفت، تأسیس ده‌ها گرمابه در تعمیرگاه‌های شرکت واحد بود، که خدمت بزرگی محسوب گردید، چراکه از آن پس، دست‌اندرکاران حمل و نقل این شرکت و از جمله راننده‌های آن، امکان استحمام در مواقع ضروری پیدا می‌کردند.

## سوابق آموزشی
باقر عاقلی پس از اخذ دکترای خویش، تدریس در برخی مراکز آموزش عالی را آغاز نمود. از جمله تدریس در مدرسه عالی بازرگانی از سال ۱۳۴۰ تا سال ۱۳۵۸ خورشیدی و همین‌طور تدریس در دانشگاه تربیت معلم از فعالیت‌های آموزشی باقر عاقلی محسوب می‌شوند. از جمله دروسی که وی در دانشگاه تربیت معلم و نیز در مدرسه عالی بازرگانی تدریس و ارائه می‌نمود، تدریس «حقوق اداری» و «تبلیغات بازرگانی» قابل ذکر است. سایر فعالیت‌ها و برنامه‌های روزمره: او همچنین پس از تأسیس کتابخانه وزارت خارجه، در زمینه آموزش موارد مربوط به نسخه‌شناسی کتابهای قدیمی، در این کتابخانه فعال گردید و همه ساله تعدادی از کارشناسان این مؤسسه، از تجربه و تخصص او در زمینه شناسایی کتاب‌های معتبر و مهم قدیمی بهره می‌گرفتند. این همکاری عاقلی با کتابخانه مذکور، منجر به شناسایی حدود ۵۰۰ هزار جلد کتاب معتبر قدیمی و تاریخی گردید، طوریکه برخی صاحبنظران آموزش‌ها و مشاوره دکتر عاقلی در این زمینه را، بسیار ارزشمند توصیف کرده‌اند.

## سوابق فرهنگی
پدر عاقلی، یعنی حاج شیخ محمد فقیه، که از روحانیون و مجتهدین قزوین بود، کتابخانه‌ای بزرگ داشت، که همین موضوع موجب علاقه و اشتیاق پسرش به کتاب شد و وی را کتابخوان و اهل مطالعه بار آورد. اساساً اعضای خانواده عاقلی، اغلب اهل کتاب و روزنامه بودند و در این عرصه مشوق فرزندشان محسوب می‌شدند و به همین دلیل باقر عاقلی از سنین پایین به مطالعه کتابهایی با مضامین عمدتاً مذهبی و تاریخی علاقه‌مند شد و از همان ابتدا به مطالعهٔ کتاب‌های متعددی پرداخت و حتی بر اساس گفتهٔ خودش توانست کتابهایی همچون «درهٔ نادره» و آثار ابن سینا را که دارای نثری دشوار و دیرفهم بودند را، به راحتی مطالعه کرده و از مطالب آن‌ها بهره جوید. عاقلی همچنین از سنین کودکی به مطالعهٔ مطبوعات نیز علاقه‌مند بود، وقتی که برادران بزرگتر او، روزنامه و مجله می‌خریدند و به منزل می‌آوردند، او نیز با اشتیاق تمام به مطالعه روزنامه‌های آن روزگار می‌پرداخت.
یکی از اتفاقات مهم در سوابق فرهنگی دکتر عاقلی، آشنایی وی با ابراهیم خواجه نوری بود. عاقلی در سنین جوانی خویش، خواننده دائمی آثار ابراهیم خواجه نوری بود و از جمله به خصوص نوشته‌های ابراهیم خواجه نوری که با عنوان بازیگران عصر طلایی، در اوایل دهه ۱۳۲۰ به چاپ می‌رسیدند، از نظر او دلچسب و جذاب به نظر می‌رسیدند. خواجه نوری در آثار و نوشته‌هایش زندگینامه و بیوگرافی ۱۱ تن از نخبگان دوران سلطنت رضاشاه پهلوی همچون داور، تیمورتاش و علی دشتی را به چاپ می‌رساند و باقر عاقلی که شیفته نوشته‌های او شده بود، بعد از مدتی کوشید تا از نزدیک با خواجه نوری آشنا شود. این آشنایی پس از مدتی صورت پذیرفت و تداوم آن باعث شد که عاقلی (آن طور که خودش می‌گوید)، به «دست راست» خواجه نوری تبدیل شود و حتی گاهی طرف مشورت او قرار بگیرد. خواجه نوری بر عاقلی تأثیر فراوان نهاد، تا بدانجا که تاریخ از دید باقر عاقلی به امری دوست داشتنی تبدیل شد و یکی از کسانی که در ایجاد این رویکرد او نسبت به تاریخ تأثیرگذار بود و حس تاریخ‌نگاری را در او تشویق کرد، ابراهیم خواجه نوری بود.
اما علاقه باقر عاقلی به مطالعه کتاب، از سنین پایین او را به وادی ای سوق داد که به شدت به خرید و جمع‌آوری کتاب علاقه‌مند شد و این علاقه‌مندی برای او کتابخانه‌ای بزرگ فراهم ساخت که بعدها در تدوین و تألیف آثارش بسیار به کارش آمد.

## فعالیت در مطبوعات
عاقلی از سال ۱۳۲۸ و پس از آغاز تحصیلات دانشگاهی خویش، وارد عرصه مطبوعات و روزنامه‌نگاری شد. وی در آغاز مطالبی در زمینه‌های سیاسی و اجتماعی می‌نوشت و آن‌ها را برای روزنامه‌هایی چون «جوانمردان»، «شعله‌ور» و «مهر ایران» می‌فرستاد، که اغلب این مطالب با توجه به ماهیت جالب توجهشان در نشریات مذکور به چاپ می‌رسیدند. فعالیت مطبوعاتی وی در سال‌های بعد جنبهٔ جدی تری به خود گرفت و وی رفته رفته به عنوان یکی از نویسندگان جوان مطبوعات شناخته شد و نوشته‌هایش در بسیاری از مجلات، نشریات و روزنامه‌های آن روزگار نظیر صدای مردم، سپید و سیاه، خواندنیها، تهران مصور و… چاپ و منتشر می‌شدند. همکاری وی با نشریات و روزنامه‌های مختلف، حتی در سال‌هایی که وی در مشاغل و مسئولیت‌های گوناگون مشغول به کار بود، ادامه یافت و وی به ویژه در سال‌های بعد از انقلاب اسلامی هم، از نویسندگان شاخص مطبوعات، به ویژه در زمینه‌های تاریخی بود. باقر عاقلی همچنین مدتی هم سردبیری برخی نشریات همچون «صدای مردم» را عهده‌دار شد و علاوه بر این در همین راستا، مدتی هم یک مؤسسهٔ خبرگزاری راه‌اندازی نمود که تهیه خبر یکی از فعالیت‌های اصلی این مؤسسه بود.
در طی سال‌های اخیر هم، هر از چندگاه مقالاتی از وی در روزنامه‌ها و نشریات مختلف کشور چاپ و منتشر می‌شود. گفته می‌شود که شمار مقالات چاپ شدهٔ عاقلی در نشریات و روزنامه‌های مختلف کشور، به بیش از ۲۰۰۰ عنوان می‌رسد.

## کتاب‌ها
تاکنون بیش از ۲۵ عنوان کتاب که عمدتاً در عرصهٔ تاریخ معاصر ایران می‌باشند، از دکتر باقر عاقلی چاپ و منتشر شده‌است که این تعداد به جز آثار متعددی است که وی آماده چاپ دارد، اما هنوز به انتشار نرسیده‌است. عناوین برخی از مهم‌ترین کتب وی عبارت است از:
- از رؤیای پادشاهی تا زندان رضاشاهی،
- تبلیغات بازرگانی،
- زنان ذی نفوذ در خاندان پهلوی (نیلوفر کسری با مقدمه دکتر باقر عاقلی)
- تیمورتاش در صحنه سیاست ایران،
- حقوق اداری،
- خاطرات حاج عزالممالک اردلان،
- خاطرات مسعود انصاری،
- خاندان‌های حکومتگر ایران (جلد)،
- داور و عدلیه،
- ذکاءالملک فروغی،
- رضاشاه و قشون متحدالشکل،
- مشاهیر و رجال،
- نخست وزیران ایران
- شرح حال رجال سیاسی و نظامی ایران در سه جلد،
- میرزا احمد خان قوام السلطنه،
- فروغی و شهریور ۱۳۲۰،
- زندگینامه تیمورتاش،
- زندگینامه نصرت الدوله فیروز،
- زندگی و خاطرات محمد ساعد مراغه‌ای،
- زندگی و خاطرات دکتر احمد متین دفتری
- روزشمار تاریخ معاصر ایران، از مشروطه تا انقلاب اسلامی، این اثر یکی از شاخص‌ترین فعالیت‌های تحقیقی و تألیفی عاقلی به‌شمار می‌رود، که تألیف و انتشار این روزشمار در دو جلد، کمک بسیاری به محققین تاریخ معاصر کرده‌است. این اثر از نظر دقت، گستردگی، مستند بودن و مشتمل بودن بر ده‌ها عکس تاریخی از رجال و مشاهیر ایران معاصر، اثری بسیار باارزش و کم‌نظیر است. گردآوری عکس‌های این اثر بسیار دشوار بوده و در کنار هم قرار گرفتن عکس‌های تاریخی و مطالب تاریخی، یادگیری و تداعی موضوعات تاریخی را در ذهن محققان و کتابخوانان تسهیل می‌کند.
- و…

## دربارهٔ او
باقر عاقلی از سنین جوانی نسبت به مسائل مربوط به تاریخ معاصر ایران حساسیت بسیار داشت. وی از دوران جوانی خویش به یاد می‌آورد که نطق‌های محمد مصدق رهبر اقلیت مجلس شورای ملی را با علاقه پی‌گیری و مطالعه می‌کرده و از مضمون آن‌ها باخبر می‌گشته‌است. او از جمله خاطرات تلخ و ناگوار خویش در دوران دانشگاه را، ترور دکتر زنگنه توسط یکی از دانشجویان می‌داند. گویا زمانی که عاقلی مشغول مطالعه کتاب بوده‌است، آن دانشجو، رئیس دانشکده را جلوی ساختمان دانشکده به قتل می‌رساند و این موضوع بر ذهن عاقلی تأثیری ماندگار بر جای می‌گذارد.
باقر عاقلی را به جرأت می‌توان آگاهترین و مطلعترین مورخ ایرانی در عرصهٔ شناخت رجال عصر قاجار و پهلوی دانست. باستانی پاریزی که خود از اساتید نامی تاریخ است، عاقلی را با مهدی بامداد مقایسه کرده و جایگاه رفیع وی در حیطهٔ رجال‌شناسی و علم انساب ستوده‌است. در عین حال باید گفت که عاقلی در زمینه شناسایی عکس رجال، نخبگان و افراد سرشناس و مشهور معاصر ایران نیز، نسبت به اقران خود از تخصص بسیار بیشتری برخوردار است. به همین دلیل وی به مدت ۲۰ سال، به عنوان مشاور در شناسایی تصاویر و عکسهای قدیمی، به مؤسسه مطالعات تاریخ معاصر ایران یاری رسانده‌است. به بیان دیگر می‌توان گفت که باقر عاقلی این توانمندی را به دست آورده که قادر است اسم هزاران نخبه، فرد سرشناس و معروف معاصر را با دیدن عکس آن‌ها به سرعت به خاطر آورد و کمتر کسی از افراد معروف و شناخته شده از دوره قاجاریه به بعد هست که باقر عاقلی او و خانواده و نسبش را نشناسد یا با دیدن عکسش، نامش را تشخیص ندهد.
وی از جمله معدود مورخین و صاحبنظرانی است که در طرح تاریخ شفاهی سازمان اسناد و کتابخانه ملی مورد مصاحبه قرار گرفته‌است. مصاحبه با وی در سال ۱۳۷۳، طی دو جلسه، توسط شفیقه نیک نفس انجام شده‌است که نسخه صوتی آن را می‌توان در وبسایت مرکز اسناد شنید.